# William Henry Harvey
Pour les articles homonymes, voir William Harvey (homonymie) et Harvey.
William Henry Harvey est un médecin et un botaniste irlandais, né le 5 février 1811 à Summerville près de Limerick et mort le 15 mai 1866 à Torquay.

## Biographie
Il obtient son titre de docteur en médecine en 1844 à Dublin. Il est colonial Treasurer au Cap de 1836 à 1842 où il récolte de nombreux spécimens végétaux. En 1844, il devient le conservateur de l’herbier du Trinity College de Dublin, puis, en 1848, professeur de botanique à la Royal Dublin Society, puis, en 1856, au Trinity College. De 1854 à 1856, il voyage à Ceylan, dans l’ouest de l’Australie, en Tasmanie... Il devient membre de la Linnean Society of London en 1857 et de la Royal Society en 1858. Il s’intéresse particulièrement aux algues marines. Harvey est un opposant à la théorie de l’évolution proposée par Charles Darwin. William Henry Harvey est devenu membre de la Royal Society le 3 juin 1858.

## Œuvre

### Principaux ouvrages
Harvey est notamment l’auteur de :
- Manual of British Algae (1841),
- Phycologia Britannica (quatre volumes, 1846 à 1851),
- Nereis Australis (1847),
- Sea-side Book (1849, quatrième édition 1857),
- Nereis Boreali-Americana (trois volumes, 1851 à 1858),
- Phycologica Australica (cinq volumes, 1858 à 1863),
- Thesaurus Capensis (deux volumes, 1859-1863),
- Index Generum Algarum (1860), avec Otto Wilhelm Sonder (1812-1881)
- Flora Capensis (trois volumes, 1859 à 1865).

### Liste partielle des publications

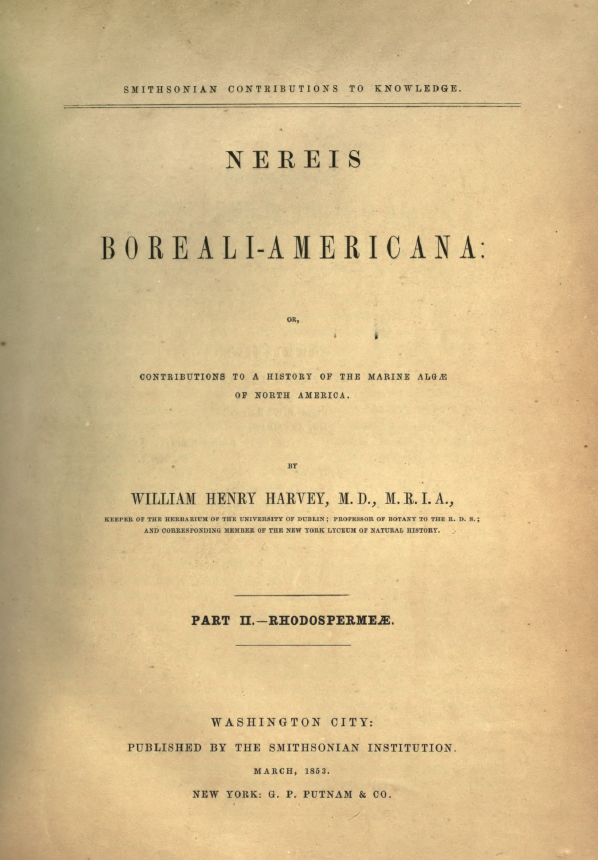
Couverture de Nereis Boraeli-Americana or Contributions to a History of the Marine Algæ of North America (1853).

- 1833. Div.II. Confervoideae. Div.III. Gloiocladeae. In, Hooker, W.J. (Ed.) The English flora of Sir James Edward Smith 5. London.
- 1834. Algologhical illustrations. No. 1 Remarks on some British algae and descriptions of a new species recently added to our flora. J. Bot., Hooker 1: 296 - 305.
- 1838. The genera of South African plants. Cape Topwn, 429 pp.
- Description of Ballia, a new genus of Algae. - Hooker's Journ. Bot.' Bd 2
- 1844. Description of a minute alga from the coast of Ireland. Annals and Magagazine of Natural History. 14: 27 - 28.
- 1844. Description of a new British species of Callithamnion (C. pollexfenii) Annals and Magagazine of Natural History. 14: 109 - 131.
- 1844. Algae of Tasmania, J. of Bot., London, 3:428 - 454.
- 1847. Phycologia Britannica. Plates 73 - 78). Reeve & Banham, London.
- 1848. Phycologia Britannica. Plates 147 - 216). Reeve & Banham, London.
- 1847. Nereis Ausrtralis or Algae of the Southern Ocean:... Transactions of the Royal Irish Academy. 22(Science):525 - 566. London.
- 1848. Directions for Collecting and Preserving Algae. Am. Journ., Sci. and Arts, II,6: 42 - 45.
- 1849. A Manual of the British Marine Algae... John van Voorst, London.
- 1849. Phycologia Britannica. Plates 217 - 294). Reeve & Banham, London.
- 1850. Phycologia Britannica. Plates 295 - 354). Reeve & Banham, London.
- 1850. Observations on the Marine Flora of the Atlantic States. Proc. Am. Assn. Adv. Sci., p. 79 - 80.
- 1851. Nereis Boreali-Americana:... Part I.- Melanospermaea. Smithsonian Institution.
- 1853. Nereis Boreali-Americana:... Part II.- Rhodospermeae.
- 1855. Some account of the marine botany of the colony of Western Australia. Transactions of the Royal Irish Academy, 22: 525-566.
- 1855. Algae. In J.D.Hooker, The Botany of the Antarctic Voyage 2: Flora Nova-Zelandiae II. London, 211 - 266, pl. 107 - 121.
- 1857. Nereis Boreali-Americana:... Part III.- Chlorospermeae.
- 1857. Short description of some new British algae, with two plates. Nat. Hist. Rev. 4: 201 - 204.
- 1858. List of Arctic Algae, Chiefly Compiled from Collections Brought Home by Officers of the Recent Searching Expeditiions. Smithsonian Contrib. to Knowledge. Part III, Supl. 2: 132 - 134.
- 1860. Algae. Pages 242 - 383, pl.185- 196 in: The Botany of the Antarctic Voyage, Part III. Flora Tasmaniae. Vol. 2 (Ed. by J.D. Hooker) L.Reeve, London.
- 1862. Phycologia Australica. Vol 4, Pl. 181-240. London.
- 1862. Notice of a collection of algae made on the northwest coast of North America, chiefly at Vancouver's Island, by David Lyall, Esq., M.D., R.N., in the years 1859 - 1861. J. Linn. Soc. Bot. 6: 157 - 177.

## Hommage
William Jackson Hooker lui dédie en 1837 le genre Harveya de la famille des Scrophulariaceae.

## Source
- (en) Ray Desmond, Dictionary of British and Irish Botanists and Horticulturists including Plant Collectors, Flower Painters and Garden Designers, Londres, Taylor & Francis and The Natural History Museum, 1994.